# Svin
Denna artikel handlar om släktet Sus. Se även svin (olika betydelser).
Sus är ett släkte av däggdjur som ingår i familjen äkta svin och beskrevs av Linné 1758. Svin har domesticerats för att användas som föda för människor sedan länge. Under senare tid har svinen involverats i biomedicinsk forskning och behandling. Deras långa gemensamma förbindelse med människan har lett till betydande representation i målningar och ordspråk. 

## Utseende
Dvärgsvinet (Sus salvanius) är den minsta arten med en kroppslängd (huvud och bål) av 50 till 71 cm, en mankhöjd av 25 till 30 cm och en vikt mellan 6,6 och 9,7 kg. Svansen är hos dvärgsvinet bara 3 cm lång. De andra arterna blir vanligen 90 till 180 cm långa (huvud och bål), har en svanslängd av cirka 30 cm, en mankhöjd av 55 till 110 cm och en vikt mellan 40 och 350 kg. För enskilda individer registrerades större värden. Allmänt är hanar större än honor. Pälsen har hos vilda exemplar en grå-, brun- eller svartaktig färg. Den är borstig på en mjukare underull. Nyfödda svin har ljusa strimmor på kroppen. Hos dvärgsvinet har honan tre par spenar och hos de andra arterna sex par spenar. Svinens betar (hörntänder) växer hela livet och hörntändernas spetsar sönderslitas när svinet gräver med trynet (nosen) i marken.
Med undantag av vildsvinet och dvärgsvinet har alla arter vårtor på trynet som kan vara gömda under ett skägg.

## Utbredning och habitat
Arternas ursprungliga levnadsområde ligger i Eurasien och norra Afrika. Särskild Sydostasien har stor artrikedom och dessa djur är inte helt utforskade. Tamsvinet finns numera över hela världen, utom Antarktis.
Svin kan anpassa sig till olika habitat i landskap som är täckta av växtlighet. I tempererade regioner hittas de oftast i ekskogar eller i andra lövskogar. I Asien föredrar arterna breda strandlinjer vid floder eller insjöar som är täckta av bladvass eller andra sorter av gräs. Svin undviker områden som kan få ett snötäcke tjockare än 50 cm.

## Ekologi
Vanligen är individerna aktiva mellan skymningen och gryningen. De kan springa ganska fort och har bra simförmåga. Viloplatsen används ofta flera gånger och av flera individer. Asiatiska arter skapar där en matta av gräs och gömmer sig under gräsmattan. Svin badar gärna i slam som skydd mot insekter och andra parasiter. Släktets medlemmar är allätare och livnär sig bland annat av rotfrukter, svampar, gröna växtdelar, frön och nötter. De äter även ryggradslösa djur, mindre ryggradsdjur och as. För att hitta föda kan svin vandra upp till 15 km per natt.
Beroende på art bildas flockar som har 4 till 6, några tiotal eller flera hundra medlemmar. Det sistnämnda förekommer hos skäggsvinet under vandringstider. Hos populationer som lever i subtropiska eller tropiska regioner kan honor para sig hela året. I tempererade regioner sker ungarnas födelse under våren. Allmänt förekommer bara en kull per år. Dräktigheten varar 100 till 140 dagar och sedan föds 1 till 12 ungar, oftast 4 till 8. De väger vid födelsen 500 till 1500 g. Före ungarnas födelse skapar honan ett näste och ungarna stannar där sina första levnadsveckor. De diar sin mor tre till fyra månader och lämnar den vuxna honan innan nästa kullen föds. Unga systrar lever vanligen en längre tid tillsammans. Hanar och honor blir könsmogna efter 8 till 10 månader. Svin av honkön parar sig bara i sällsynta fall innan de är 1,5 år gamla. Hanar har vanligen sin första lyckade parning med fem års ålder. I naturen lever de flesta svin upp till 10 år och några individer kan leva 27 år.

## Systematik

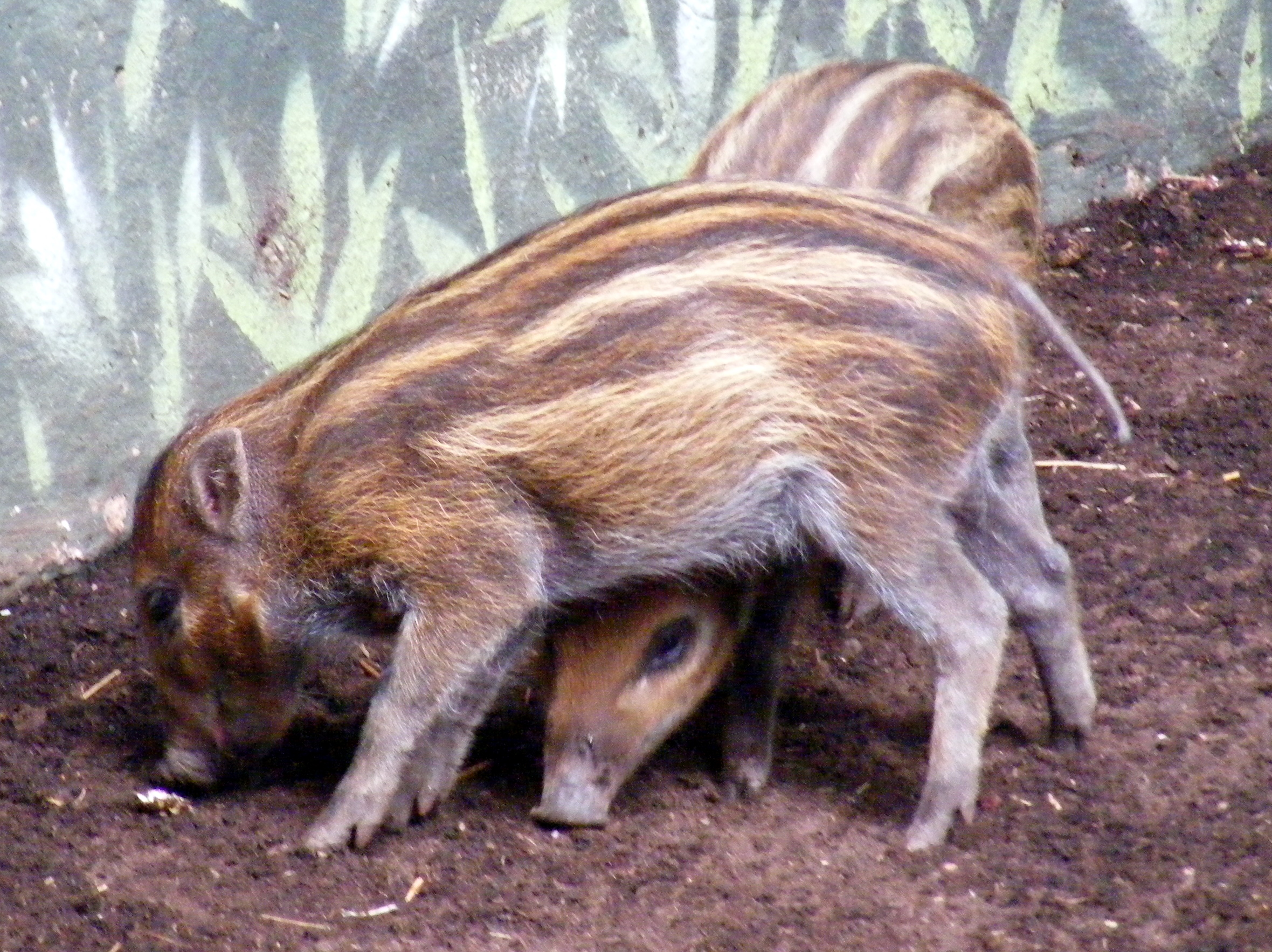
Ungar av visayavårtsvinet.

Antalet arter är fortfarande omstridd, för närvarande skiljs mellan 10 eller 11 arter, beroende på auktoritet.
Det äldsta kända fossilet från släktet hittades i Europa. Det dateras till sen miocen för 6 till 5,3 miljoner år sedan. Äldre svindjur som skulle vara släktets förfäder är inte kända från europeiska fyndplatser. Därför antas att släktets förfäder levde i sydöstra Asien och att de vandrade västerut.
På grund av olika morfologiska kännetecken delas släktet i tre grupper. Den första gruppen som består av vildsvinet och dvärgsvinet saknar vårtor och skägg. Den andra gruppen har ett påfallande skägg vid trynet och den tredje karakteriseras av ansiktsvårtor.

### Arter
Arterna kan delas in i tre grupper (enligt Wilson & Reeder, 2005) Urval av underarter enligt Catalogue of Life och Dyntaxa:
- grupp 1 (utan skägg och vårtor)
  - Vildsvin (Sus scrofa) med tamsvin
  - Dvärgsvin (Sus salvanius), listas av IUCN i ett eget släkte, Porcula.[6]
- grupp 2 (med skägg)
  - Skäggsvin (Sus barbatus)
  - Sus ahoenobarbus
- grupp 3 (med vårtor)
  - Sus bucculentus
  - Visayavårtsvin (Sus cebifrons)
  - Sus celebensis
    - Sus celebensis floresianus
    - Sus celebensis timoriensis

  - Sus oliveri
  - Sus philippensis
  - Javanskt pustelsvin (Sus verrucosus)

## Svin och människor

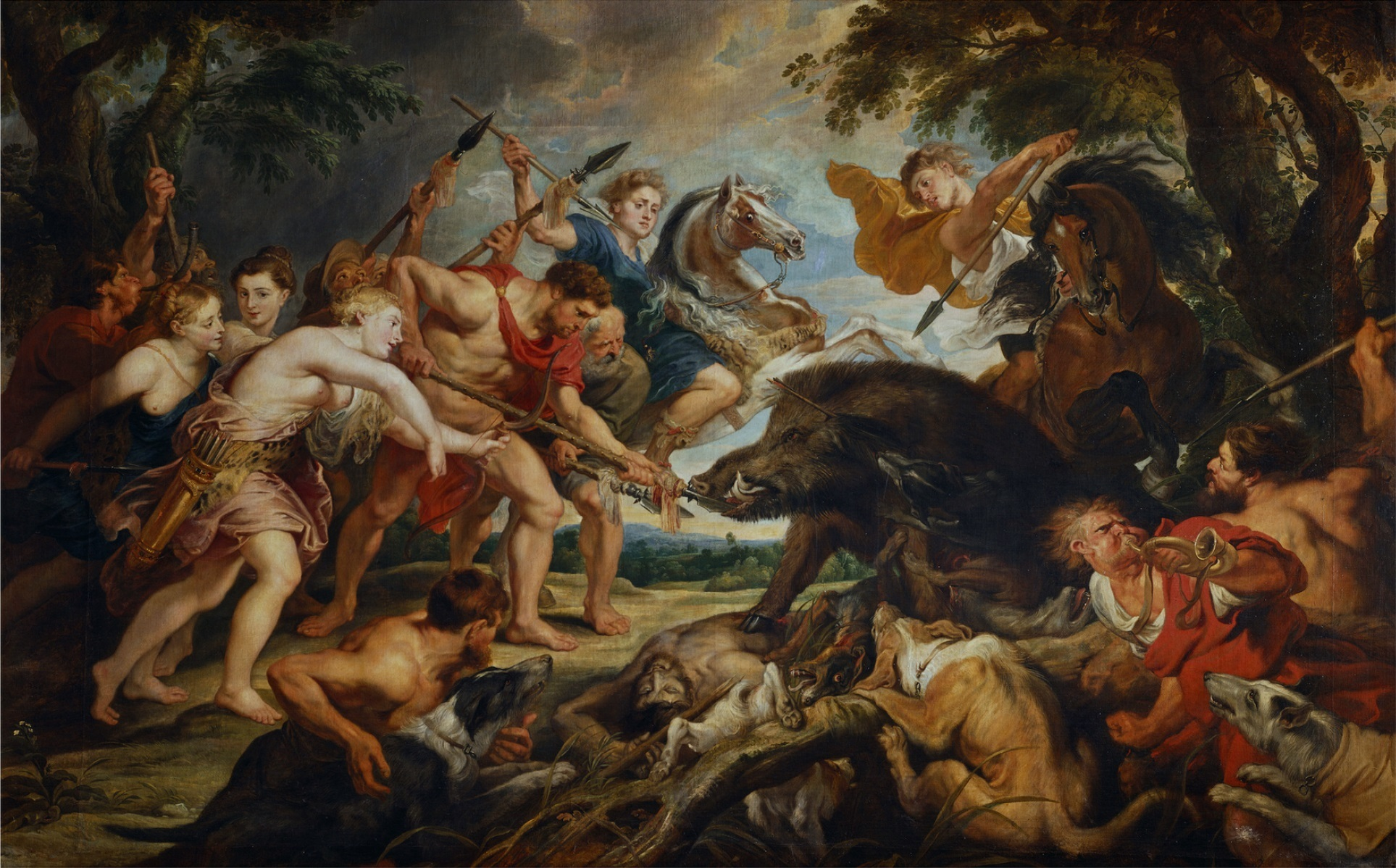
Atalante och Meleagros jagar ett vildsvin, målning av Peter Paul Rubens.

Alla vilda populationer jagas av människor för köttets skull. Jakten är främst ett hot för arter i tropiska områden. Även vildsvinet hade under 1900-talet en betydande beståndsminskning.
Tamsvinet och domesticerade individer av Sus celebensis förekommer som husdjur. Grisar som hölls på Moluckerna och Nya Guinea är troligen hybrider mellan dessa två arter. I flera regioner på jorden lever förvildade populationer av tamsvin som släpptes fri eller som rymde från sina ägare. Under 1990-talet levde i Australien uppskattningsvis 5 till 15 miljoner förvildade svin och i östra Nordamerika cirka 0,5 till 2 miljoner förvildade grisar.
Arter i Asiens tropiska regioner hotas dessutom av habitatförstöring eller av svedjebruk. IUCN listar dvärgsvinet och visayavårtsvinet som akut hotad (Critically Endangered), javanskt pustelsvin och Sus oliveri som starkt hotad (Endangered), skäggsvinet, Sus ahoenobarbus och Sus philippensis som sårbar (Vulnerable), Sus celebensis som nära hotad (Near Threatened), Sus bucculentus med kunskapsbrist (Data Deficient) och bara vildsvinet som livskraftig (Least Concern).